# Antoninus (Grado)
Antoninus, häufig Antoninus von Grado, in der italienischen Literatur Antonio di Grado, war von 725 (vielleicht auch von 730) bis 748 Patriarch von Grado.

## Leben
Über die Herkunft des Antoninus ist nichts bekannt, möglicherweise war er vor seiner Wahl Abt des Klosters Brondolo bei Chioggia. Nach Pietro Pinton bestand nach dem Tod seines Vorgängers im Zusammenhang mit dem in Byzanz unter Kaiser Leo III. durchgesetzten Bilderverbot eine mehrjährige Vakanz.
Über Antoninus liegen ansonsten nur noch Nachrichten aus päpstlichen Briefen vor. 731 hielt sich Antoninus auf Einladung Papst Gregors III. in Rom auf. Dort trat am 1. November ein Konzil zusammen, das die Beschlüsse aus Konstantinopel gemeinsam verdammte. Dabei wurde auch bei der Frage der Grenze zwischen den Patriarchaten von Aquileia und von Grado eine Entscheidung angestrebt, wobei Aquileia einige Gebiete um Barbana zurückgeben musste.
In einem päpstlichen Schreiben wurde Antoninus aufgefordert, den aus Ravenna nach der Eroberung durch die Langobarden nach Venedig geflohenen Exarchen zu unterstützen. Dieser Brief wurde in die Jahre 731 bis 735, aber auch 739/740 datiert.
Um 740 berief der Papst eine neue Versammlung mit allen Suffraganbischöfen des Patriarchen von Grado ein. Doch konnten diese wegen „diversis insurgentibus perturbationibus“ nicht in Rom erscheinen. König Liutprand erklärte sich aber bereit, im nächsten Jahr für Sicherheit zu sorgen, so dass die Kleriker hätten anreisen können. Doch Papst Gregor III. verstarb 741, so dass die Versammlung wohl nicht zustande kam.